# Краснолуцька сільська рада (Лановецький район)
Краснолу́цька сільська́ ра́да — адміністративно-територіальна одиниця та орган місцевого самоврядування в Лановецькому районі Тернопільської області. Адміністративний центр — село Краснолука.

## Загальні відомості
- Територія ради: 0,81 км²
- Населення ради: 579 осіб (станом на 2001 рік)
- Територією ради протікає річка Горинь

## Населені пункти
Сільській раді були підпорядковані населені пункти:
- с. Краснолука

## Склад ради
Рада складалася з 15 депутатів та голови.
- Голова ради: Сташук Олена Іванівна

### Керівний склад попередніх скликань
| Прізвище, ім'я, по батькові | Основні відомості                                                                                  | Дата обрання | Дата звільнення |
| --------------------------- | -------------------------------------------------------------------------------------------------- | ------------ | --------------- |
| Сташук Олена Іванівна       | Сільський голова, 1961 року народження, освіта середня спеціальна                                  | 26.03.2006   | 31.10.2010      |
| Сташук Олена Іванівна       | Сільський голова, 1961 року народження, освіта середня спеціальна, Політична партія 'Наша Україна' | 31.10.2010   |                 |

Примітка: таблиця складена за даними сайту Верховної Ради України

### Депутати
За результатами місцевих виборів 2010 року депутатами ради стали:

#### За суб'єктами висування
| Суб'єкт висування                                       | Кількість обраних депутатів | %  |
| ------------------------------------------------------- | --------------------------- | -- |
| Самовисування                                           | 9                           | 60 |
| Політична партія Всеукраїнське об'єднання «Батьківщина» | 6                           | 40 |

#### За округами
| № округу                                                | Прізвище, ім'я, по батькові           | Дата визнання обраним | Освіта             | Партійна приналежність | Відомості про обраного депутата       |
| ------------------------------------------------------- | ------------------------------------- | --------------------- | ------------------ | ---------------------- | ------------------------------------- |
| Політична партія Всеукраїнське об'єднання «Батьківщина» |                                       |                       |                    |                        |                                       |
| 6                                                       | Продоус Ярослав Саватійович           | 05.11.2010            | середня спеціальна | позапартійний          | Укртелеком м. Ланівці, монтер         |
| 8                                                       | Мотельницький Олександр Володимирович | 05.11.2010            | середня спеціальна | позапартійний          | Районне управління юстиції, водій     |
| 11                                                      | Сірий Олександр Олександрович         | 05.11.2010            | вища               | позапартійний          | тимчасово не працює                   |
| 12                                                      | Максимлюк Олександр Віталійович       | 05.11.2010            | середня спеціальна | позапартійний          | тимчасово не працює                   |
| 14                                                      | Львівський Ігор Богданович            | 05.11.2010            | вища               | позапартійний          | Тернопільський ІСІТ, студент          |
| 15                                                      | Боденчук Ірина Дмитрівна              | 05.11.2010            | середня спеціальна | позапартійна           | Дитсадок с. Краснолука, вихователь    |
| Самовисування                                           |                                       |                       |                    |                        |                                       |
| 1                                                       | Смосюк Надія Петрівна                 | 05.11.2010            | середня спеціальна | позапартійна           | Краснолуцька сільська рада, секретар  |
| 2                                                       | Безбах Тарас Миколайович              | 05.11.2010            | вища               | позапартійний          | НАУ, студент                          |
| 3                                                       | Сірий Анатолій Федорович              | 05.11.2010            | середня спеціальна | позапартійний          | ПП «Прогрес-К», водій                 |
| 4                                                       | Безбах Ольга Іванівна                 | 05.11.2010            | середня спеціальна | позапартійна           | Дитсадок с. Краснолука, вихователь    |
| 5                                                       | Данилюк Богдан Володимирович          | 05.11.2010            | вища               | позапартійний          | Тернопільський НТУ, студент           |
| 7                                                       | Польовий Андрій Федорович             | 05.11.2010            | середня спеціальна | позапартійний          | тимчасово не працює                   |
| 9                                                       | Башук Вікторія Миколаївна             | 05.11.2010            | вища               | позапартійна           | тимчасово не працює                   |
| 10                                                      | Соляр Олена Устинівна                 | 05.11.2010            | середня спеціальна | позапартійна           | Краснолуцька сільська рада, бухгалтер |
| 13                                                      | Лавренчук Роман Олегович              | 05.11.2010            | вища               | позапартійний          | Тернопільський ТНУ, студент           |